# مطار جوكوفسكي الدولي
مطار جوكوفسكي الدولي (بالروسية: Аэропорт Раменское)‏(إياتا: ZIA، إيكاو: UUBW)، المعروف أيضا باسم مطار رامنسكوي أو مطار جوكوفسكي (بالروسية: Аэропорт Жуковский)، هو المطار الدولي الرابع في موسكو. يقع في محافظة موسكو، روسيا على بعد 40 كم جنوب شرق وسط موسكو، في مدينة جوكوفسكي، على بعد بضعة كيلومترات إلى الجنوب الشرقي من مطار بيكوفو القديم.
بعد إعادة إعمار المطار في 2014-2016، افتتح مطار جوكوفسكي الدولي رسميا في 30 مايو 2016. وكانت القدرة الاستيعابية المعلنة للمطار الجديد 4 ملايين مسافر سنويا.
المطار هو جزء من معهد غروموف لبحوث الطيران، ويستضيف معرض ماكس الدولي للطيران الذي يقام كل سنتين. وبه أيضا ثاني أطول مدرج في العالم للاستخدام العام، بطول يبلغ 5,402 م (17,723 قدم).

## شركات الطيران والوجهات
تقوم شركات الطيران التالية بتشغيل رحلات منتظمة من وإلى جوكوفسكي:
| شركـات طيـران          | الوجهات |
| ---------------------- | --- |
| خطوط بوتا الجوية       | مطار حيدر علييف الدولي |
| Corendon Airlines      | موسمي عارض: مطار أنطاليا |
| Panorama Airways       | مطار طشقند الدولي |
| خطوط ريد وينغز الجوية ‏ | مطار ألماتي الدولي، مطار أنطاليا، مطار آستانا الدولي، مطار حيدر علييف الدولي، مطار إسطنبول الدولي، مطار محج قلعة الدولي، مطار يريفان الدولي |
| RusLine                | Naryan-Mar |
| Somon Air              | مطار دوشنبه الدولي |
| خطوط أورال الجوية      | مطار مناس الدولي، مطار دوشنبه الدولي، Khujand، Kulob، Osh                                                                                   |

## روابط خارجية
- الموقع الرسمي
- Airport parameters